# Simone Cristicchi
Simone Cristicchi (* 5. února 1977) je italský zpěvák, skladatel a textař.

## Kariéra

### 1997-2004 - Začátky
S hudbou začal ve svých 17, kdy objevil kytaru a založil skupinu ve stylu kapely Nirvana. Ve 20složil první vlastní píseň. Roku 1998 vítězí v konkurzu Cantautori s písní L'uomo dei bottoni. Roku 2000 získává díky svému manažerovi Francesku Migliaccimu smlouvu se společností Carosello Records a vydává svůj první single Elettroshock. o dva roky později vychází jeho druhý single Maria che cammina sull'autostrada. Ve stejném roce mu nevychází účast na Festival Sanremo s písní Leggere attentamente le istruzioni. Roku 2003 píše píseň Studentessa universitaria. Nabízí ji k interpretaci Tonymu Renisovi, ten ji odmítl. S písní Una casa per Rino vítězí na festivalu v Crotone.

## 2005-2006 - Fabbricante di canzoni
Roku 2005 vystoupí před koncertem Biagia Antonaccih0 s písní Vorrei cantare come Biagio (Chtěl bych zpívat jako Biagio). Na konci roku vychází jeho první album Fabbricante di canzoni, které obsahuje mnoho nových písní, ale také již zmíněnou Studentessa universitaria a Vorrei cantare come Biagio. vychází i single Prete, který se po přejmenování na Rufus objevuje i na novém vydání alba Fabbricante di canzoni o rok později. V této písni kritizuje katolickou církev. V březnu 2006 se s písní Che bella genta účastní Festivalu v Sanremu, kde se umístil jako 2. v kategorii giovani, a právě poté vychází ono nové vydání alba Fabbricante di canzoni. Hitem léta 2006 se stávají Ombrelloni i přesto, že je mnoho médií odmítlo vysílat kvůli vulgarismům v textu.

### 2007 - Vítězství na Sanremu
V tomto roce zvítězil v nejvyšší kategorii na 57. ročníku Festivalu v Sanremu s písní Ti regalerò una rosa, kde odkazuje na své zkušenosti z římského blázince, kde občas vypomáhal. Spolu s tím vychází nové album Dall'altra parte del cancello. S ním vychází stejnojmenné DVD s dkumentem popisujícím podmínky v italských blázincích. Režisérem je Alberto Puliafito, který pro Cristicchiho natočil i některé videoklipy. Vychází také kniha Centro d'igiene mentale (Středisko duševního zdraví), kde kritzuje právě podmínky v podobných zařízeních.

## Ocenění
- Festival Sanremo 2007 - první cena; ocenění Mia Martini (kritika)
- Targa Tenco 2006 - Miglior opera prima
- Miglior Album Debutto 2005 - nejlepší debut
- Lunezia 2005
- Venice Music Awards
- Gaber Al Festival Teatro Canzone 2005
- Artista Rivelazione 2005 Al M.E.I. Di Faenza 2005
- Dallo Sciamano Allo Showman - objev roku 2005
- Carosone 2005
- Premio Rino Gaetano „Cilindro D'argento“ 2003

## Tvorba

### Singly
- 2000 - Elettroshock (promo)
- 2002 - Maria che cammina sull'autostrada (promo)
- 2005 - Vorrei cantare come Biagio / L'autistico / Vorrei cantare come Biagio (live) / Vorrei cantare come Biagio (instrumentální)
- 2005 - Studentessa universitaria / Questo è amore / Studentessa universitaria (instrumentální)
- 2005 - Prete (La bugia più grande della storia (promo)
- 2006 - Senza (promo)
- 2006 - Che bella gente / Angelo custode / Che bella gente (instrumentální)
- 2006 - Telefonata per l'estate / Ombrelloni / Ombrelloni (cenzurovaná verze)
- 2007 - Ti regalerò una rosa / Che bella gente

### Alba
- 2005 - Fabbricante di canzoni
- 2006 - Fabbricante di canzoni (Sanremo edition)
- 2007 - Dall'altra parte del cancello

### Videoklipy
- 2005 - Vorrei cantare come Biagio
- 2005 - Studentessa universitaria
- 2006 - Che bella gente
- 2006 - Ombrelloni
- 2007 - Ti regalerò una rosa

### Filmy
- 2007 -  Dall'altra parte del cancello

### Knihy
- 2007 - Centro d'igiene mentale